# Хаджі (Узбекистан)
Ходжі (узб. Xoji, Хожи) — міське селище в Узбекистані, в Кітабському районі Кашкадар'їнської області.
Статус міського селища з 2009 року.